# 下圣伊万
下圣伊万（匈牙利語：Alsószentiván）是匈牙利费耶尔州所辖的一个村。总面积39.65平方公里，总人口640，人口密度16.1人/平方公里（2011年1月1日）。